# Попивода, Радмила Петровна
Радмила Петровна Попивода (29 мая 1948 — 15 декабря 2007) — советская и российская шахматистка, мастер спорта СССР (1979), тренер. Чемпионка Европы среди ветеранов (2004).
Радмила Попивода была выпускницей факультета журналистики МГУ.
В 2008 году состоялся блиц-турнир памяти Радмилы Попивода в здании РРГСУ.
Отец — Пера (Петр Саввич) Попивода, прославленный партизан, генерал, деятель международного коммунистического движения.

## Спортивные достижения
| Год  | Город        | Турнир                           | + | − | =  | Результат | Место |
| ---- | ------------ | -------------------------------- | - | - | -- | --------- | ----- |
| 1979 | Орджоникидзе | 1-я лига                         |   |   |    | 9½ из 15  | 2     |
|      | Тбилиси      | 39-й чемпионат СССР среди женщин | 1 | 6 | 10 | 6 из 17   | 17    |
| 2004 |              | Чемпионат Европы среди ветеранов |   |   |    |           | 1     |

## Изменения рейтинга
| Графики недоступны из-за технических проблем. См. информацию на Фабрикаторе и на mediawiki.org. |